# The Falling Arrow
The Falling Arrow è un cortometraggio muto del 1909 diretto da James Young Deer.
Si tratta del primo film che narri una "storia indiana" ad essere realizzato da un regista nativo americano, che ne è anche l'interprete principale assieme alla moglie Red Wing.

## Trama
Felice e Young Deer si amano, nonostante che il padre di lei non approvi il loro amore. Quando Jim the Outlaw rapisce Felice, la ragazza riesce a inviare un messaggio di aiuto attaccato ad una freccia. Young Deer lo trova e corre a salvarla.

## Produzione
Il film fu prodotto dalla Lubin Manufacturing Company.

## Distribuzione
Distribuito dalla Lubin Manufacturing Company, il film - un cortometraggio della lunghezza di 195 metri - uscì nelle sale cinematografiche statunitensi il 3 maggio 1909. Nelle proiezioni, veniva programmato con il sistema dello split reel, accorpato in un'unica bobina con un altro cortometraggio prodotto dalla Lubin, la comica Puzzle Mad.
Il cortometraggio, ritenuto a lungo perduto, è stato recentemente identificato tra il materiale d'archivio custodito presso la Library of Congress nel corso dei seminari annuali "Mostly Lost" tenutasi tra il 2015 e il 2017. Restaurato, è stato pubblicato in DVD nel 2018.